# Робине, Жан Батист Рене
Жан Бати́ст Рене́ Робине́ (фр. Jean-Baptiste-René Robinet; 23 июня 1735, Ренн — 24 марта 1820, там же) — французский философ-натуралист.

## Биография
Учился в иезуитском коллеже, но затем перешёл из ордена иезуитов в лагерь энциклопедистов. Вызвал всеобщее внимание своим первым трудом: «De la nature» (Амстердам, 1761), который появился анонимно и приписывался Дидро, Гельвецию и даже Вольтеру. Pобине опубликовал также переписку Вольтера («Lettres secrètes de Voltaire», 1765), которая оказалась подложной. Робине автор 4 томного комментария к словарю П. Бейля и 5 томов дополнений к Энциклопедии Дидро.
Робине признаёт единую творческую причину природы, но полагает, что ей нельзя приписывать личность, не впадая в обманчивый антропоморфизм. В своей философии природы Робине допускал естественную градацию существ, постепенное развитие тварей до человека включительно, так что его можно считать предшественником Шеллинга. Возводя инстинкт на степень морального принципа и подчиняя политическую жизнь физическим законам, Робине отрицал преобладание в мире добра над злом и в лучшем случае допускал лишь равновесие их.

## Список произведений
- De la nature, 1761
- Considérations philosophiques de la gradation naturelle, 1768
- Les vertus, réflexions morales en vers, 1814
- Parallèle de la condition et des facultès de l’homme, avec celles des autres animeaux, trad. de l’anglais, 1769
- Робине Жан Батист О природе. Ред. и предисл. Е. Ситковского. Пер. И. С. Юшкевича. М.: Соцэкгиз, 1935. (На обл. 1936). LXIV, 555 с.
- Философское рассуждение о человеке и его превосходствах, содержащее в себе сравнение состояния и способностей человеческих с состоянием и способностями других животных, / Сочиненное на английском языке,; Переведенное на французский г. И. В. Робинетом,; Которое на русский язык перевел Петр Соколовский. — Воронеж: Тип. Губ. правления, 1800. — [3], 68 с.; 8°. Пер. первого отделения кн.: Parallele de la condition et des facultes de l’homme aves la condition et les facultes des autres animaux. Ouvrage traduit de l’anglois… par J.B.Robinet (Paris, 1769).